# Diaspora bulgare
 (octobre 2024).
Si vous disposez d'ouvrages ou d'articles de référence ou si vous connaissez des sites web de qualité traitant du thème abordé ici, merci de compléter l'article en donnant les références utiles à sa vérifiabilité et en les liant à la section « Notes et références ».
 (septembre 2024).
La mise en forme du texte ne suit pas les recommandations de Wikipédia : il faut le « wikifier ».
Les points d'amélioration suivants sont les cas les plus fréquents. Le détail des points à revoir est peut-être précisé sur la page de discussion.
- Les titres sont pré-formatés par le logiciel. Ils ne sont ni en capitales, ni en gras.
- Le texte ne doit pas être écrit en capitales (les noms de famille non plus), ni en gras, ni en italique, ni en « petit »…
- Le gras n'est utilisé que pour surligner le titre de l'article dans l'introduction, une seule fois.
- L'italique est rarement utilisé : mots en langue étrangère, titres d'œuvres, noms de bateaux, etc.
- Les citations ne sont pas en italique mais en corps de texte normal. Elles sont entourées par des guillemets français : « et ».
- Les listes à puces sont à éviter, des paragraphes rédigés étant largement préférés. Les tableaux sont à réserver à la présentation de données structurées (résultats, etc.).
- Les appels de note de bas de page (petits chiffres en exposant, introduits par l'outil «  Source ») sont à placer entre la fin de phrase et le point final[comme ça].
- Les liens internes (vers d'autres articles de Wikipédia) sont à choisir avec parcimonie. Créez des liens vers des articles approfondissant le sujet. Les termes génériques sans rapport avec le sujet sont à éviter, ainsi que les répétitions de liens vers un même terme.
- Les liens externes sont à placer uniquement dans une section « Liens externes », à la fin de l'article. Ces liens sont à choisir avec parcimonie suivant les règles définies. Si un lien sert de source à l'article, son insertion dans le texte est à faire par les notes de bas de page.
- La présentation des références doit suivre les conventions bibliographiques. Il est recommandé d'utiliser les modèles {{Ouvrage}}, {{Chapitre}}, {{Article}}, {{Lien web}} et/ou {{Bibliographie}}. Le mode d'édition visuel peut mettre en forme automatiquement les références.
- Insérer une infobox (cadre d'informations à droite) n'est pas obligatoire pour parachever la mise en page.

Pour une aide détaillée, merci de consulter Aide:Wikification.
Si vous pensez que ces points ont été résolus, vous pouvez retirer ce bandeau et améliorer la mise en forme d'un autre article.

Carte de la diaspora bulgare dans le monde.
Bulgarie
+ 100 000
+ 10 000
+ 1000

La diaspora bulgare est un terme désignant les communautés de Bulgares ethniques installées hors du territoire de la Bulgarie.
La Bulgarie, pays le plus pauvre de l'Union européenne, est aussi un des pays du monde qui subit le plus fort déclin démographique (passant de 8,2 millions en 2000 à 6,5 millions en 2021), en raison de la forte tendance de sa population à quitter le pays pour s'installer en Europe de l'Ouest ou en Amérique,,. Sur une population bulgare mondiale estimée à 9 millions de personnes, seuls 5,1 millions résident en Bulgarie. Ainsi, 57 % des Bulgares vivent en Bulgarie, et 43 % en dehors de ses frontières.

## Histoire
La diaspora bulgare apparaît dès le haut Moyen-Âge, avec les premiers groupes individuels de Bulgares quittant leurs terres pour s'installer en Europe de l'Ouest au Vème siècle, et aux XIIème et XIIIème siècles, avec l'installation d'hérétiques bulgares dans toute l'Europe, venus répandre le bogomilisme, courant religieux qui fournit une grande partie de la base théologique du catharisme. Les Cathares et les Albigeois étaient d'ailleurs également connus sous le nom de bougres, déformation du mot bulgare. Ces migrations restent anecdotiques, puisque les communautés bulgares qui en sont issues se sont vite fondues dans la population, en abandonnant donc leur culture, leur langue et leurs traditions.
La diaspora bulgare ne prend réellement de l'ampleur qu'à partir de 1918, lorsque, à la suite de la révolution russe, la Bessarabie est rattachée à la Roumanie, provoquant un exode massif des Bulgares de la région vers la Bulgarie, mais aussi vers l'Amérique. Ainsi, une importante partie des Bulgares du Brésil descendent des Bulgares de Bessarabie. Dans les années 1920, les persécutions politiques en Bulgarie forcent certains membres du parti communiste à quitter le pays, comme Pétŭr Roussev, le père de Dilma Rousseff, qui s'installe provisoirement en France avant de partir pour le Brésil.
Après le Coup d'État de 1944 et l'arrivée au pouvoir des communistes, il devient presque impossible d'entrer ou de sortir du pays sans dérogation spécifique du gouvernement. Entre 1944 et 1990, la Bulgarie voit donc sa population augmenter, allant jusqu'à frôler les 9 millions d'habitants entre 1982 et la chute du régime,.
Depuis 1990, le nombre de Bulgares vivant hors de la Bulgarie a fortement augmenté. À la réouverture des frontières, ce sont plus d’un million de Bulgares qui ont quitté le pays pour s'installer en Europe de l'Ouest et en Amérique, soit provisoirement, comme main-d’œuvre temporaire, soit définitivement. C'est le début de la perte de population massive de la Bulgarie, qui perdra 2 millions d'habitants entre 1990 et 2000. De nombreux Bulgares ont profité du système de loterie pour la carte verte aux États-Unis ou du système de points d'immigration pour la carte de résident permanent au Canada. Cette tendance à l'émigration s'est accentuée après l'élargissement de l'Union européenne de 2007, lorsque la Bulgarie est devenue un pays membre.
La plupart des causes de la propagation de la diaspora bulgare après les années 1990 en Europe de l'Ouest et en Amérique du Nord sont liées au travail et à l’éducation. Par conséquent, la majorité des émigrants ont été autorisés à résider dans d’autres pays en tant que travailleurs qualifiés ou étudiants. La Bulgarie a donc subi l'émigration de petite main-d’œuvre, généralement composée de citoyens issus de la classe la plus pauvre, qui travaillent principalement dans les domaines du bâtiment, de la plomberie, ou de la viticulture, et l'émigration de l'élite du pays issue de la classe la plus riche (fuite des cerveaux), qui travaille principalement dans les domaines de l'ingénierie, de l'informatique, de la chimie, de la high-tech ou de la médecine,.
Depuis les années 2015, la tendance à l'émigration baisse, notamment grâce à la hausse des salaires et à l'implantation d'entreprises d'ingénierie ou de high-tech en Bulgarie, ce qui n'empêche pas les prévisions d'être assez pessimiste, notamment à cause du décès de la classe la plus âgée, qui représente la majorité de la population. Ainsi, d'ici 2040, la population de la Bulgarie pourrait baisser jusqu'à atteindre les 5,4 millions d'habitants. La Bulgarie reste le pays du monde qui a subi l'émigration la plus massive à la suite de la chute du mur, perdant 22 % de sa population entre 1990 et 2020.

## Population
| Classement | Pays                | Capitale         | Foyers de population bulgare                                                                            | Nombre de Bulgares |
| ---------- | ------------------- | ---------------- | --- | ------------------ |
| 1          | Bulgarie            | Sofia            | Le pays entier                                                                                          | 5 960 000          |
| 2          | Ukraine             | Kiev             | Boudjak, Odessa et Oblast de Zaporijjia                                                                 | 600 000            |
| 3          | Allemagne           | Berlin           | Berlin, Munich, Duisbourg, Brême, Hambourg, Francfort, Cologne, Mannheim, Nuremberg, Offenbach, Hanovre | 521 000            |
| 4          | États-Unis          | Washington, D.C. | Chicago, Détroit, New-York, Los Angeles, Miami, Houston, Gary, Atlanta, Philadelphie, Kansas City       | 500 000            |
| 5          | Canada              | Ottawa           | Ottawa, Vancouver, Montréal, Québec, Toronto, Calgary                                                   | 380 000            |
| 6          | Turquie             | Ankara           | Istanbul, Edirne, Kırklareli, Bursa, Izmit                                                              | 350 000            |
| 7          | Grèce               | Athènes          | Thrace occidentale et Macédoine (Kilkís, Thessalonique, Alexandroúpoli)                                 | 280 000            |
| 8          | Espagne             | Madrid           | Zamora, Ségovie, Valladolid, Malaga, Palma, Madrid, Barcelone                                           | 250 000            |
| 9          | Australie           | Canberra         | Adélaïde, Melbourne, Sydney, Perth                                                                      | 215 000            |
| 10         | Royaume-Uni         | Londres          | Londres, Birmingham, Southampton                                                                        | 210 000            |
| 11         | Italie              | Rome             | Milan, Naples, Celle di Bulgheria, Rome, Nettuno, Anzio, Cesena, Gênes                                  | 180 000            |
| 12         | Portugal            | Lisbonne         | Lisbonne, Porto                                                                                         | 115 000            |
| 13         | Brésil              | Brasilia         | São Paulo, Rio de Janeiro                                                                               | 115 000            |
| 14         | Argentine           | Buenos Aires     | Buenos Aires, Berisso, Mar del Plata, Presidencia Roque Sáenz Peña, Las Breñas, Comodoro Rivadavia      | 110 000            |
| 15         | France              | Paris            | Paris, Marseille, Strasbourg, Lille, Nice, Cannes, Toulouse, Metz                                       | 110 000            |
| 16         | Moldavie            | Chișinău         | Tiraspol, Chișinău, Bender, Taraclia, Tvardița, Corten, Colibabovca, Comrat                             | 90 000             |
| 17         | Belgique            | Bruxelles        | Bruxelles, Nieuwerkerken, Liège                                                                         | 70 000             |
| 18         | Serbie              | Belgrade         | Bosilegrad, Dimitrovgrad, Pirot, Senta, Belgrade, Pančevo, Kačarevo                                     | 62 000             |
| 19         | Autriche            | Vienne           | Vienne, Salzbourg, Innsbruck                                                                            | 60 000             |
| 20         | Russie              | Moscou           | Moscou, Saint-Pétersbourg, Novosibirsk, Iekaterinbourg                                                  | 52 000             |
| 21         | Chypre              | Nicosie          | Nicosie, Limassol, Paralímni                                                                            | 50 000             |
| 22         | Israël              | Tel Aviv-Jaffa   | Jérusalem, Tel Aviv-Jaffa                                                                               | 50 000             |
| 23         | Albanie             | Tirana           | Kukës, Dibër, Bulqizë, Librazhd, Pogradec, Pustec, Devoll, Korçë                                        | 45 000             |
| 24         | Tchéquie            | Prague           | Prague, Tábor                                                                                           | 40 000             |
| 25         | Suède               | Stockholm        | Stockholm, Göteborg                                                                                     | 30 000             |
| 26         | Hongrie             | Budapest         | Budapest, Debrecen, Miskolc, Győr, Kecskemét                                                            | 25 000             |
| 27         | Croatie             | Zagreb           | Zagreb, Split, Pula, Osijek, Rijeka, Bjelovar                                                           | 25 000             |
| 28         | Afrique du Sud      | Pretoria         | Johannesbourg, Midrand, Pretoria                                                                        | 20 000             |
| 29         | Slovénie            | Ljubljana        | Kranj, Ljubljana, Jesenice                                                                              | 17 000             |
| 30         | Roumanie            | Bucarest         | Timișoara, Dudeștii Vechi, Denta, Deta, Sânnicolau Mare, Vinga                                          | 14 000             |
| 31         | Suisse              | Berne            | Bienne, Berne, Genève, Zurich                                                                           | 13 000             |
| 32         | Bosnie-Herzégovine  | Sarajevo         | Banja Luka, Sarajevo, Zenica, Bijeljina, Doboj, Derventa, Mostar, Zvornik, Prijedor                     | 10 000             |
| 33         | Émirats arabes unis | Abou Dabi        | Dubaï, Abou Dabi                                                                                        | 7 000              |
| 34         | Kazakhstan          | Astana           | Astana, Bolgarka, Razoumovka, Andreyevka, Oktyabŭrskoe                                                  | 7 000              |
| 35         | Malte               | La Valette       | La Valette                                                                                              | 6 000              |
| 36         | Mexique             | Mexico           | Mexico, Cancún                                                                                          | 5 000              |
| 37         | Macédoine du Nord   | Skopje           | | 3 504              |